# Vézeronce-Curtin
Vézeronce-Curtin è un comune francese di 1 756 abitanti situato nel dipartimento dell'Isère della regione dell'Alvernia-Rodano-Alpi.

## Società

### Evoluzione demografica
Abitanti censiti